# Uncle John's Band
Uncle John's Band è un brano musicale del gruppo rock statunitense dei Grateful Dead, incluso nell'album Workingman's Dead e pubblicato come singolo nel 1970.

## Descrizione
Presente in alcuni concerti già alla fine del 1969, la canzone fu registrata in studio nel 1970 per l'inclusione nell'album Workingman's Dead. Composta dal chitarrista Jerry Garcia e dal paroliere Robert Hunter, Uncle John's Band presenta i Grateful Dead in un formato acustico e musicalmente coinciso, lontano dalle lunghe jam session psichedeliche degli esordi.
Si tratta di una delle canzoni più conosciute dei Dead, ed è stata inclusa nella lista "500 Songs that Shaped Rock and Roll" redatta dalla Rock and Roll Hall of Fame.

### Musica e testo
Uncle John's Band possiede una delle melodie più accessibili e memorabili tra i brani dei Grateful Dead, che si dipana lungo un arrangiamento folk ispirato al bluegrass con chitarre acustiche ed armonie vocali in evidenza.  Nel testo sono presenti riferimenti a vari brani tradizionali di musica folk e bluegrass.

## Singolo
La Warner Bros. Records pubblicò Uncle John's Band su singolo nel 1970 (B-side New Speedway Boogie) ricevendo però scarsi passaggi radiofonici a causa della lunghezza. Garcia lavorò con la Warner per cercare di accorciare il brano, sebbene in seguito definì il nuovo missaggio "atroce". «Diedi loro le istruzioni su come modificarlo correttamente, ma combinarono un disastro totale», commentò Garcia. La versione originale dell'album finì per ottenere maggiori passaggi radiofonici della versione accorciata.
Anche se il singolo si piazzò dignitosamente negli Stati Uniti raggiungendo la posizione numero 69 della Billboard Hot 100, la canzone ebbe un impatto molto maggiore rispetto a quanto indichino le classifiche, e fece conoscere la band a una fetta più ampia di pubblico che non conosceva la musica del gruppo.

## Cover
- Jimmy Buffett nell'album Fruitcakes del 1994.
- Il musicista reggae Joe Higgs nel 1996 per la compilation Fire on the Mountain: Reggae Celebrates the Grateful Dead.
- Indigo Girls nel 1991 per l'album tributo ai Grateful Dead Deadicated.
- Crosby, Stills & Nash dal vivo durante il loro tour negli Stati Uniti del 2009.
- Stanford Marching Band.
- Lucius nel 2016.
- Dispatch dal vivo nel 2017 e 2019.